# Río Adâncata (Iminog)
El Adâncata es un corto río de Rumania, afluente del río Iminog, a su vez afluente del río Olt, tributario del río Danubio.
El río pasa por las localidades de Perieţi y Schitu